# نیکولسکی (آلاسکا)
نیکولسکی (به انگلیسی: Nikolski) شهرکی در ناحیه سرشماری الوتینس غربی، آلاسکا ایالت آلاسکا است که جمعیت آن در سرشماری سال ۲۰۰۰ میلادی ۳۹ نفر بوده‌است.